# Pismanta
Pismanta est une localité d'Argentine située dans le département d'Iglesia, à l'extrême nord-ouest de la province de San Juan.

## Accès
Sa voie d'accès principale est la route nationale 40, qui passe à San José de Jáchal, puis la route nationale 150, et enfin la route provinciale RP 436.

## Toponymie
Pismanta (ou pivn-man-antu), est un nom mapuche composé de trois mots : Pivn: qui châtie avec force, man: main droite, et antu: soleil. Ensemble : Soleil qui châtie la main droite.

## Population
La localité comptait 158 habitants en 2001. Au recensement précédent de 1991, elle était considérée comme habitat dispersé.

## Les Thermes
La petite localité possède un important centre thermal, le plus important de la province de San Juan, très visité ces derniers temps, avec des propriétés curatives.
Il s'y trouve un hôtel possédant les infrastructures nécessaires : bains individuels et piscine à l'air libre. L'eau jaillit à 45 °C, et a des propriétés radioactives. Elles sont bicarbonatées, alcalines et sodiques. Désintoxicantes, elles sont indiquées pour des personnes souffrant du diabète, de rhumatismes, de la goutte, d'affections de la peau et des voies respiratoires.